# Administrateur sécurité
Un administrateur sécurité est un informaticien responsable de la gestion des équipements de sécurité du système d'information d'une organisation.

## Tâches de l'administrateur
L'administrateur sécurité, ou responsable de la sécurité informatique (RSI), est celui qui applique techniquement la politique de sécurité du réseau informatique, suivant les recommandations du responsable de la sécurité des systèmes d'information (RSSI).
Les équipements qu'il administre sont, la plupart du temps : des pare-feux, des antivirus, des chiffreurs IP (souvent des réseaux privés virtuels), et, suivant la répartition des charges avec les autres administrateurs de l'organisation, des serveurs mandataires et des Virtual LAN. Il peut aussi être responsable du durcissement des systèmes d'exploitation.
Pour réaliser correctement sa mission, outre le fait d'avoir des connaissances fiables en sécurité informatique, il doit posséder une double compétence : l'administration réseau et l'administration système.